# Igor (álbum)
Igor (estilizado em caixa alta; IGOR) é o sexto álbum de estúdio do rapper norte-americano Tyler, The Creator, lançado em 17 de maio de 2019 pela Columbia Records. Igor foi produzido inteiramente por Tyler, o álbum segue o lançamento de 2017 de Flower Boy. Apresenta participações especiais de Playboi Carti, Lil Uzi Vert, Solange, Kanye West e Jerrod Carmichael, além de vocais de apoio de Santigold, Jessy Wilson, Roux, CeeLo Green, Charlie Wilson, Slowthai, Pharrell, entre outros.
Igor foi aclamado pela crítica e estreou em primeiro lugar na Billboard 200 dos EUA, tornando-se o primeiro álbum número um do mundo de Tyler. O álbum venceu na categoria Melhor Álbum de Rap no Grammy Awards de 2020.

## Antecedentes e gravação
O trabalho no álbum começou em 2017, com Tyler inicialmente escrevendo a música "Earfquake" para o cantor canadense Justin Bieber e para a cantora barbadiana Rihanna, no entanto, ambos recusaram a música. A música "I Think" foi gravada no Lago de Como, Itália, com a ajuda dos cantores norte-americanos Solange Knowles, cuja participação está presente nos vocais da faixa, e Frank Ocean. Tyler escreveu "Running Out of Time" enquanto fazia uma pausa de uma sessão de gravação com o rapper norte-americano ASAP Ferg. Tyler produziu a batida de "Gone, Gone" em 2013 enquanto estava em turnê do seu segundo álbum de estúdio, Wolf, já escolhendo eliminar a música dos álbuns Cherry Bomb e Flower Boy, já que ele sentia que "Gone, Gone" não iria bem nestes álbuns. Em uma entrevista para a revista Fantastic Man em sua edição de outono e inverno de 2018, perguntaram a Tyler se ele já havia se apaixonado, Tyler respondeu: "Eu não quero falar sobre isso. Hum, esse é o próximo disco", dando indícios de Igor. Em outubro de 2018, Tyler previu a música "Running out of Time" em uma entrevista à Fast Company.
Em 26 de abril de 2019, um relatório financeiro complementar da Sony revelou que um novo álbum de Tyler era esperado até o final de junho. No início de maio de 2019, Tyler lançou trechos para as faixas "Igor's Theme" e "What's Good". O álbum foi anunciado pela primeira vez por Tyler através de suas contas de mídia social em 6 de maio de 2019.

### Composição
O escritor da Rolling Stone, Danny Schwartz, descreveu Igor como uma "mistura rica e bagunçada de R&B, funk e rap". O álbum é pesado em sintetizadores, com melodias neo soul e vocais pouco misturados.

## Temas e narrativa
O personagem Igor é mencionado pelo nome nas faixas "Igor's Theme" e "What's Good". Igor segue o arquétipo de personagem "Igor" (en), personagem gótico que na maioria das vezes é assistente de um vilão, representando e mostrando um lado aromático mais escuro de Tyler. Igor chega depois que Tyler entrega todo seu coração por seu interesse amoroso, embora seu interesse permaneça focado em sua ex-namorada. A chegada de Igor serve como um reset para as fortes emoções românticas em que Tyler foi envolvido na primeira metade do álbum. O comediante Jerrod Carmichael serve como narrador do álbum à medida que o mesmo progride, falando linhas curtas para entender o estado de espírito de Tyler e do personagem-título Igor. Carmichael aparece pela primeira vez na quarta faixa do álbum "Exactly What You Run from You End Up Chasing".
O álbum segue uma narrativa de um triângulo amoroso, pegando as peças de um interesse amoroso que o deixa e escolhe sua namorada em seu lugar. Em vez de Igor representar a pessoa por quem Tyler está apaixonado, é mais provável que Igor represente o lado mais zangado de uma coração partido. Para cada admissão impotente em "Running Out Of Time" encharcada de sinceridade, Igor é o contraponto de registro mais fraco. Tyler está vendo uma pessoa que ao mesmo tempo ainda está vendo sua ex-namorada, que está o puxando de volta para ela e para longe de Tyler. Em "Puppet", Kanye West parece estar agindo como a voz de Igor: "Você perdeu, filho, e você está tentando encontrar o caminho para mim", diz Kanye com rispidez, em contraste com os versos indefesos de Tyler. A tensão entre as duas vozes sugere um dilema artístico incômodo; pesando a sinceridade vulnerável de "Flower Boy" contra o impacto que definiu o material anterior de Tyler. É como se as duas pessoas estivessem preparando o álbum em um laboratório juntos, e analisando o quanto revelar na apresentação final.

## Promoção
Antes do lançamento do álbum Tyler lançou diversos teasers do álbum em sua mídias sociais. Um videoclipe da música "Earfquake" foi lançado junto com o lançamento do álbum em 17 de maio de 2019. Foi enviado para a rádio Rhythmic contemporary em 4 de junho de 2019, como o primeiro single do álbum nos Estados Unidos.

## Recepção
| Críticas profissionais | Críticas profissionais |
| Pontuações agregadas   | Pontuações agregadas   |
| Fonte                  | Avaliação              |
| ---------------------- | ---------------------- |
| Metacritic             | 81/100                 |
| Avaliações da crítica  |                        |
| Fonte                  | Avaliação              |
| AllMusic               | [ 15 ]                 |
| Consequence of Sound   | A−                     |
| The Guardian           | [ 17 ]                 |
| HipHopDX               | 4.4/5                  |
| The Independent        | [ 19 ]                 |
| The New Zealand Herald | [ 20 ]                 |
| NME                    | [ 21 ]                 |
| Now                    | 4/5                    |
| Pitchfork              | 8.0/10                 |
| Rolling Stone          | [ 8 ]                  |

Igor foi recebido com aclamação crítica generalizada. No Metacritic, que atribui uma classificação normalizada de 100 a revisões de publicações, o álbum recebeu uma pontuação média de 81, com base em 18 avaliações. Roisin O'Connor do The Independent fez uma crítica positiva, afirmando que "A produção é soberba. Tyler nunca foi um compositor tradicional, mas em IGOR ele é como um Minotauro te atraindo em um labirinto com cantos aparentemente impossíveis, atraindo você para o desconhecido e emocionante... Este é o melhor trabalho de Tyler até hoje".  Andy Kellman da AllMusic disse: "Tyler e uma carreata de vocais de apoio a cumprir a promessa e a ameaça com o que se desenrola no álbum, um conjunto criativamente vital e emocionalmente triste, com muita dor, vulnerabilidade e compulsão como um LP de soul clássico."  Danial Spielberger do HipHopDX diz que "Em IGOR, Tyler apresenta uma versão mais polida do hazy pop que ele vem aperfeiçoando há anos. Embora alguns possam ficar desapontados por ele estar se tornando mais um cantor do que um rapper, esse é o tipo de projeto deveria encorajar mais artistas a negar rótulos e se deliciarem em assumir riscos ". O crítico da Rolling Stone Danny Schwartz disse, "Igor é um álbum sincero que mostra Tyler abaixando sua guarda e revelando ser um artista que muda de forma e que ainda está crescendo..."  Sam Moore, da NME, declarou: "IGOR é um álbum completo e perene que vale a pena tocar em seu aparelho telefone, desligando a TV e dedicando toda a sua atenção somente a ele". Nick Rosebade da revista Clash  escreveu: "A marca das batidas viscerais, letras mordazes e o sentimento geral de raiva e agressão salpicado de seus álbuns anteriores foram substituídos com batidas mais lentas e ganchos soul irresistíveis. No começo dessa mudança de tom e ritmo chocante, você aguarda ansiosamente que ele comece, à medida que o álbum avança, você entra nele e curte esse novo Tyler."
Revendo o álbum para o Sputnikmusic, Rowan5215 afirmou que "IGOR não é de forma alguma o melhor trabalho de Tyler, e às vezes deliberadamente brinca contra seus pontos fortes para manter o ouvinte desprevenido - isso paga dividendos nos impressionantes "I Think" e " A Boy Is A Gun", menos no repetitivo e enjoativo "Running Out Of Time" e "Are We Still Friends?". O que é, no entanto, uma forma minimalista de beat-tape que Tyler usa muito bem." Em uma revisão mista, Dean Van Nguyen do The Guardian declarou: "Não é uma coisa ruim que Igor minimiza personalidade indomável de Tyler - mas a escrita e execução não chegam a substituir o que foi perdido. O que resta é uma excelente vitrine de ingenuidade que raramente toca em sua consciência."

### Desempenho comercial
Igor estreou em número um na Billboard 200 dos EUA com 165 000 unidades equivalentes ao álbum, das quais 74.000 eram vendas de álbuns. É o primeiro álbum número um de Tyler nos EUA.